# Jean de Joinville
Jean de Joinville (1224 – 24. prosince 1317) byl rytíř a senešal hrabství Champagne, syn Simona z Joinville a Béatrix z Auxonne, autor biografie francouzského krále Ludvíka IX.
Rané mládí drobného šlechtice Joinvilla proběhlo ve službách navarrského krále Theobalda, který byl zároveň hrabětem ze Champagne. Joinville byl královým panošem a poté se dal do služeb mladého Ludvíka IX. Uměl číst a psát, mluvil latinsky, orientoval se v teologii.

## Křížová výprava

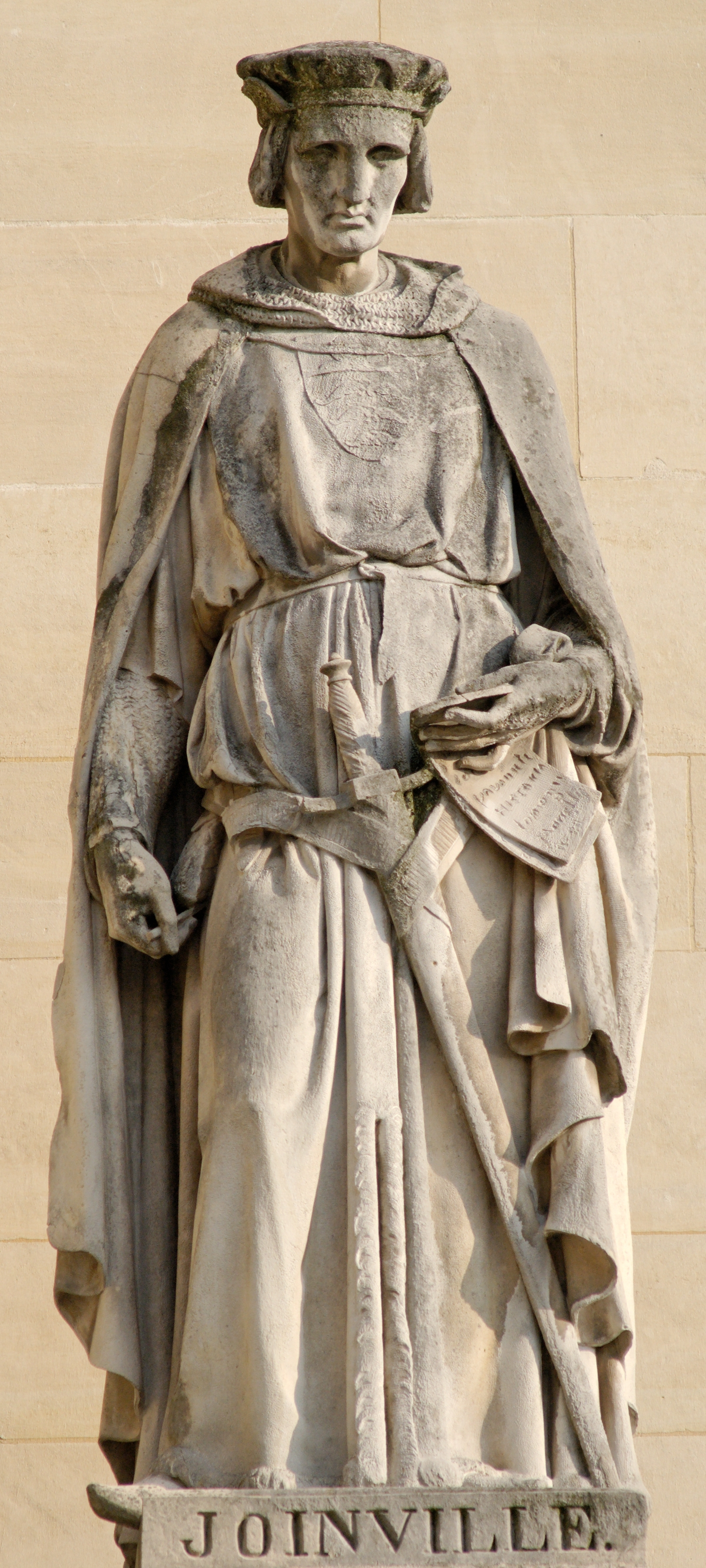
Idealizovaná socha Jeana de Joinville

| „ | A brzo zadul v plachty vítr a odnesl nás z dohledu země, takže jsme neviděli leč jen a vodu. A každý den nás vítr více vzdálil krajů, kde jsme se narodili. | “ |

Joinville roku 1248 společně se svým králem a jeho rodinou vyrazil vstříc dobrodružství křížové výpravy. Cílem křižáků byl Egypt, kde se velice brzy podařilo dobýt a obsadit město Damietta. Výprava však nepokračovala úspěšně.
| „ | Saracéni oznámili sultánovi poštovními holuby, a to třikrát, že se francouzský král vylodil, a vůbec se jim nedostalo odpovědi, neboť sultán ležel nemocen. Za toho stavu měli za to, že je sultán již mrtev, a vyklidili Damiettu. | “ |

Na podzim 1249 se Ludvík dal na pochod do egyptského vnitrozemí. V bitvě u pevnosti al-Mansúra zemřel králův bratr Robert I. z Artois a Joinvilla a hrstku rytířů z obklíčení vysekal princ Karel. V křižáckém táboře se začala šířit epidemie pravděpodobně díky vodě plné mrtvých těl. Nemocný král i zubožené vojsko bylo Egypťany obklíčeno a zajato. 6. dubna 1250 se do rukou mameluků dostal i Joinville a vážně onemocněl.
Damiettu zatím před muslimským protiútokem uhájila malá posádka pod velením královny Markéty Provensálské. Ludvík byl posléze výměnou za město a výkupné ve výši 400 000 liver propuštěn a odjel do Palestiny, kde strávil čtyři roky budováním opevnění. Za tu dobu se mu podařilo vyjednat propuštění francouzských i palestinských křižáků, kteří byli v egyptském zajetí. Roku 1254 se z politických důvodů vrátil do Francie, která byla destabilizována úmrtím královny matky Blanky Kastilské.
| „ | Vystoupil tedy král na pevnou zemi u hradu Hyeres, a stejně učinila královna, jejich děti a my všichni. Po šesti létech jsme opět byli v rodné zemi... | “ |

Události sedmé křížové výpravy popsal Joinville po více než třiceti letech ve vzpomínkovém díle "Kniha posvátných slov a dobrých skutků našeho krále Ludvíka Svatého". Další královy kruciáty se odmítl zúčastnit. Zemřel jako starý muž roku 1317 a byl pohřben v rodovém pohřebišti v kostele sv. Vavřince v Joinville.